# Castillo de Finlarig

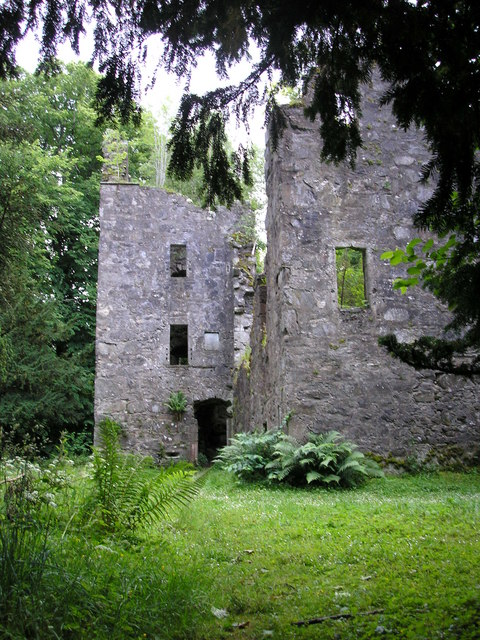
Las ruinas del castillo de Finlarig

El castillo de Finlarig es una fortificación de principios del siglo XVII con planta en forma de L (aunque es posible que fuera construida como castillo de planta en Z) situada cerca del lago Tay y Killin, en Stirling, Escocia.
Construido en 1609, es una de varias fortificaciones que construyeron el clan Campbell de Breadalbane en la zona.
Sir Walter Scott lo menciona en su novelas históricas Rob Roy (1817) y  más tarde, en Fair Maid of Perth (1828), donde lo señala como el lugar donde murió el jefe del clan Quhele.